# Alain Polaniok
Alain Polaniok est un footballeur puis entraîneur français, né le 19 septembre 1958 à Givet dans le département des Ardennes et mort le 12 septembre 2005 à Saint-Germain-de-la-Grange dans le département des Yvelines. Formé au poste d'attaquant, il joue ensuite au poste de Milieu de terrain ou de défenseur droit du milieu des années 1970 au début des années 1990.
Après des débuts à l'OFC Charleville-Mézières, il joue dans neuf clubs différents et remporte à deux reprises le championnat de France de Division 2 en 1984 avec le FC Tours et en 1986 avec le RC Paris. Il est également finaliste de la Coupe de France en 1977 avec le Stade de Reims et vice-champion de France en 1989 avec le Paris Saint-Germain.
Comme entraîneur, il ne dirige qu'un seul club, le FC Mantes pendant douze ans, qu'il parvient à faire monter de la division d'honneur régionale au CFA.

## Biographie

### Formation et débuts
Alain Polaniok est l'un des fils d'un ancien footballeur de l'OFC Charleville et de l'UA Sedan-Torcy, Henri Polaniok, d'origine polonaise. Il commence le football au sein de l'OFC Charleville à l'âge de six ans et poursuit sa formation au CS Sedan en 1974 où il retrouve son frère, Patrice. Ses performances le font alors sélectionné en équipe de France cadets et il débute en Division 2 l'année suivante mais le club sedanais est relégué en fin de saison. Il est la même année sélectionné en équipe de France juniors pour disputer le Championnat d'Europe juniors en Hongrie. La France termine quatrième du tournoi en perdant le match de la troisième place face à l'Espagne (3-0).

### Stade de Reims (1976-1980)
En 1976, il passe un stage de détection à l'Olympique lyonnais puis fait un essai au Stade de Reims lors d'un match amical contre l'équipe du Gabon. À la suite de ce match, il signe son premier contrat professionnel avec les Rémois le 6 août 1976. Il fait ses débuts en Division 1 le 4 décembre 1976 et ne quitte plus l'équipe première en jouant au poste de milieu de terrain ou d'attaquant. En fin de saison, il dispute la finale de la coupe de France contre l'AS Saint-Étienne. Les Rémois, privés de Carlos Bianchi, s'inclinent 2-1 après avoir mené jusqu'à la 83e minute.
En début de saison suivante, Alain Polaniok et ses coéquipiers remportent la Coupe des Alpes face au Sporting Club de Bastia (3-1), le club rémois termine ensuite 15e du championnat grâce aux 37 buts, sur les 42 du club, de Carlos Bianchi. Il signe son premier contrat professionnel à l'été 1978. Le départ de l'Argentin au Paris Saint-Germain, l'année suivante, fait chuter le club en D2. Lors de cette saison à l'échelon inférieur, Alain Polaniok  marque 16 buts et termine meilleur buteur du groupe B, à égalité avec le Tourangeau Bernard Ferrigno, le club termine 6e du groupe et ne parvient pas à remonter immédiatement.

### Metz puis Laval (1980-1982)
Alain Polaniok rejoint pour la saison 1980-81 le FC Metz. Titulaire en début de saison, l'entraîneur messin Henryk Kasperczak lui préfère ensuite José Souto, Philippe Hinschberger ou Vincent Bracigliano. Malgré ces 26 matchs dont 20 comme titulaire, il n'est pas conservé en fin de saison et signe alors au Stade lavallois. Il doit attendre la 6e journée du championnat pour obtenir sa première titularisation mais ne quitte plus ensuite l'équipe première et parvient avec ses coéquipiers à la 5e place de Division 1. En fin de saison, le 13 juin 1982, il remporte, avec les Lavallois, la Coupe d'été. les « Tango » s'imposent face à l'AS Nancy-Lorraine (3-2), Alain Polaniok marquant deux buts dont celui de la victoire.

### Tours FC (1982-1985)
Il quitte le Stade lavallois sur ce succès et s'engage avec le FC Tours, le club atteint les demi-finales de la Coupe de France mais doit s'incliner à ce stade face au Paris Saint-Germain (7-3 sur les deux matchs). En championnat, les Tourangeaux finissent 18e et doivent passer par les barrages. Ils s'inclinent face au Nîmes Olympique (4-2 sur les deux matchs) et Alain Polaniok connaît, pour la deuxième fois de sa carrière, la relégation. Le FC Tours réussit à remonter immédiatement en remportant le groupe B de Division 2 puis la finale de D2 face à l'Olympique de Marseille, vainqueur de l'autre groupe (4-3 sur les deux matchs). Le retour en D1 ne dure cependant qu'un an, les Tourangeaux finissent 19e du championnat et quittent de nouveau l'élite.

### RC Paris et Paris SG (1985-1989)
Alain Polaniok signe alors au RC Paris, autre relégué de Division 1. Le club parisien termine premier du groupe de D2 avec la meilleure attaque et la meilleure défense puis remporte la finale des groupes de D2 en battant l'AS Saint-Étienne (4-3) sur les deux matchs. Non conservé par le Matra Racing qui engage de nombreuses stars, il rejoint le Paris Saint-Germain qui vient d'être sacré champion de France.
Au Paris SG, il vit une saison difficile et ne dispute que quinze matchs de championnat. Avec le club parisien, il joue cependant la finale du trophée des champions, le 23 janvier 1987, à Pointe-à-Pitre mais doit s'incliner face aux Girondins de Bordeaux (1-0). La saison suivante, il est prêté à l'AS Cannes qui vient d'être promu en Division 1. Les Cannois terminent 12e et Alain retourne à Paris l'année suivante où l'entraîneur Tomislav Ivic en fait un titulaire au milieu de terrain. Les Parisiens sont en tête du championnat jusqu'à la 35e journée où une défaite au stade Vélodrome face au second, l'Olympique de Marseille leur fait perdre le titre au profit de leur adversaire. Le Paris SG termine vice-champion à trois points seulement de l'Olympique de Marseille. Alain Polaniok signe la saison suivante au Red Star où il termine sa carrière en 1993.

### Reconversion
Il effectue ensuite une carrière d'entraîneur et dirige les joueurs du FC Mantois à partir de novembre 1993 et réussit à faire montée le club de la division d'honneur régionale au CFA en trois ans. En fin de saison 2005, il quitte le club après douze ans à sa tête pour vivre un nouveau challenge.

### Mort
Alain Polaniok meurt le 12 septembre 2005. Un suicide est évoqué par les médias mais la famille dément l'information. En son hommage, le 29 mai 2010, la mairie de Mantes-la-Ville a rebaptisé le stade Fleurier, stade Alain-Polaniok.

## Statistiques
Le tableau ci-dessous résume les statistiques en match officiel d'Alain Polaniok durant sa carrière de joueur professionnel.
| Saison      | Club              | Pays   | Championnat | Championnat | Championnat | Coupes nationales | Coupes nationales | Coupe d'Europe | Coupe d'Europe | Coupe d'Europe |
| Saison      | Club              | Pays   | Division    | Matchs      | Buts        | Matchs            | Buts              | Type           | Matchs         | Buts           |
| ----------- | ----------------- | ------ | ----------- | ----------- | ----------- | ----------------- | ----------------- | -------------- | -------------- | -------------- |
| 1975 - 1976 | CS Sedan-Ardennes | France | Division 2  | 14          | 2           | 1                 | 0                 | -              | -              | -              |
| 1976 - 1977 | Stade de Reims    | France | Division 1  | 16          | 0           | 6                 | 0                 | -              | -              | -              |
| 1977 - 1978 | Stade de Reims    | France | Division 1  | 29          | 2           | 2                 | 0                 | -              | -              | -              |
| 1978 - 1979 | Stade de Reims    | France | Division 1  | 33          | 3           | 4                 | 1                 | -              | -              | -              |
| 1979 - 1980 | Stade de Reims    | France | Division 2  | 34          | 16          | 7                 | 8                 | -              | -              | -              |
| 1980 - 1981 | FC Metz           | France | Division 1  | 26          | 2           | 3                 | 0                 | -              | -              | -              |
| 1981 - 1982 | Stade lavallois   | France | Division 1  | 33          | 1           | 7                 | 2                 | -              | -              | -              |
| 1982 - 1983 | FC Tours          | France | Division 1  | 38          | 8           | 9                 | 1                 | -              | -              | -              |
| 1983 - 1984 | FC Tours          | France | Division 2  | 34          | 14          | 7                 | 1                 | -              | -              | -              |
| 1984 - 1985 | FC Tours          | France | Division 1  | 35          | 6           | 1                 | 0                 | -              | -              | -              |
| 1985 - 1986 | RC Paris          | France | Division 2  | 33          | 8           | 10                | 3                 | -              | -              | -              |
| 1986 - 1987 | Paris SG          | France | Division 1  | 15          | 1           | 1                 | 0                 | C1             | 1              | 0              |
| 1987 - 1988 | AS Cannes         | France | Division 1  | 33          | 1           | 1                 | 0                 | -              | -              | -              |
| 1988 - 1989 | Paris SG          | France | Division 1  | 33          | 1           | 5                 | 0                 | -              | -              | -              |
| 1989 - 1990 | Red Star          | France | Division 2  | 34          | 2           | 3                 | 0                 | -              | -              | -              |
| 1990 - 1991 | Red Star          | France | Division 2  | 28          | 5           | 3                 | 0                 | -              | -              | -              |
| 1991 - 1992 | Red Star          | France | Division 2  | 30          | 1           | 6                 | 0                 | -              | -              | -              |
| 1992 - 1993 | Red Star          | France | Division 2  | 9           | 2           | -                 | -                 | -              | -              | -              |
| Total       | Total             | Total  | Total       | 507         | 75          | 75                | 16                | -              | 1              | 0              |

## Palmarès

### Joueur
Au Stade de Reims, il est finaliste de la Coupe de France en 1977.
Avec le Stade lavallois, il remporte la Coupe d'Été 1982.
Avec le FC Tours, il remporte le championnat de France de Division 2 en 1984 .
Sous les couleurs du RC Paris, il remporte le championnat de France de Division 2 en 1986. Il est également finaliste du Trophée des Champions en 1986.

### Entraîneur
Champion de Paris Île-de-France de Division d'honneur en 2001 avec le FC Mantois.

## Distinction
- Meilleur buteur du Groupe B de Division 2 en 1980 avec le Stade de Reims (16 buts)